# رأی‌دهندگان مردد (فیلم ۲۰۰۸)
«رأی‌دهندگان مردد» (انگلیسی: Swing Vote (2008 film)) فیلمی در ژانر کمدی-درام به کارگردانی جاشوآ مایکل استرن است که در سال ۲۰۰۸ منتشر شد.

## بازیگران
- پائولا پاتون
- کلسی گرمر
- دنیس هاپر
- ناتان لین
- استنلی توچی
- جرج لوپز
- مادلین کارول
- کوین کاستنر
- جاج رینهولد
- آرون براون
- آریانا هافینگتن
- بیل مار
- گری فارمر
- لری کینگ
- مر وینینگام
- مارک موسس
- ماری هارت
- نانا ویزیتور
- ریچارد پتی
- تاکر کارلوس
- ویلی نلسون